# Achara
Para la especie de ave que se llama achará, véase Tangara preciosa.

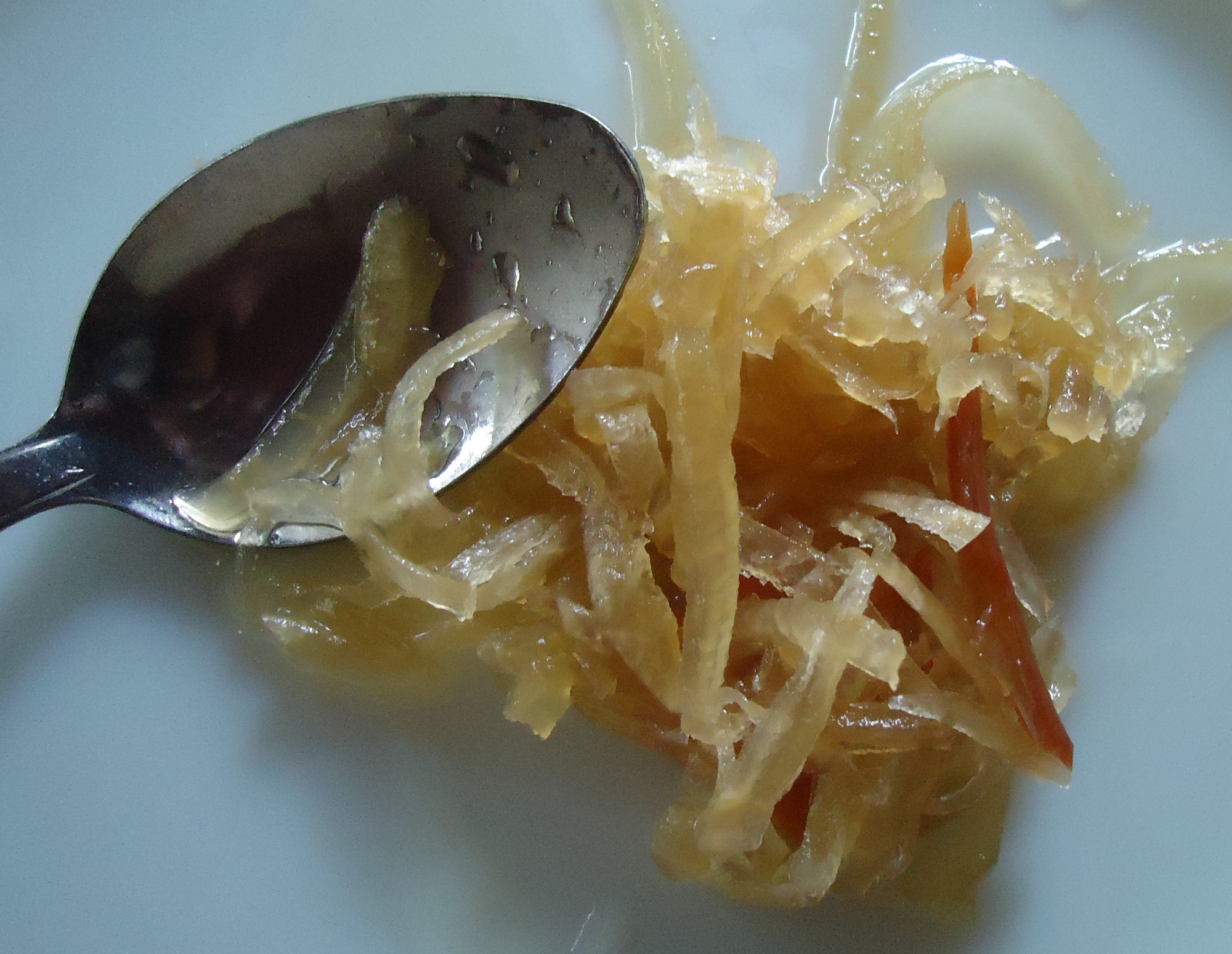
Achara

Achara (en filipino: atsara; en inglés: atchara) es un tipo de encurtido de las Filipinas preparado usando papaya inmadura. Este platillo a menudo es servido como acompañamiento de comidas fritas o asadas tales como asado de cerdo. El nombre puede derivar de diversos nombres utilizados para denominar a los pickles del sur de Asia y se encuentra relacionada con acar de la vecina Indonesia y Malasia.

## Preparación
El ingrediente principal es papaya inmadura rallada. En la mezcla también se suelen incorporar otros vegetales tales como rodajas de zanahoria, jengibre en juliana, ají morrón, cebolla y ajo. Se pueden agregar pasas de uva o trozos de ananá, y chiles, pimienta fresca molida, ají seco molido, o granos enteros de pimienta. Todo esto es mezclado en una solución de vinagre, azúcar/almíbar, y sal.
La mezcla se coloca en frascos sellados sin aire donde se la guarda sin necesidad de refrigeración, sin embargo una vez abierto es preferible mantenerlo frío para mantener su sabor.

## Variantes

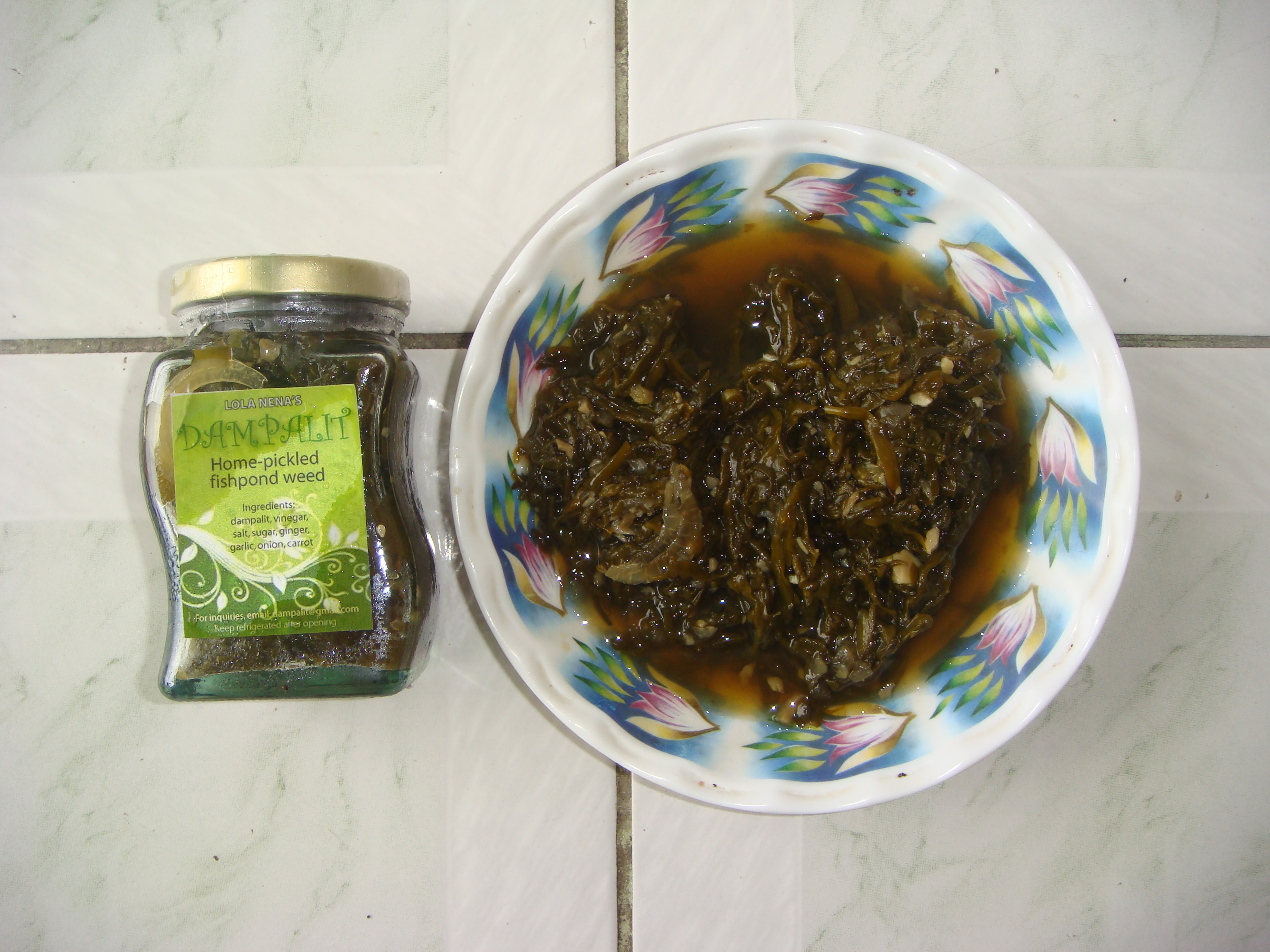
Dampalit (Sesuvium portulacastrum, purslane del mar o "purslane marino").

- Atsarang maasim (pickles ácidos) - se preparan en forma idéntica a la achara típica excepto que no se agrega azúcar.[1]
- Atsarang labóng (pickles de brotes de bambú) - se preparan en forma idéntica a la achara típica, pero se utiliza brotes de bambú en vez de papaya.[2]
- Atsarang dampalit (pickle de purslane de mar) - preparado con Sesuvium portulacastrum, denominado dampalit en tagalog.[3][4]
- Atsarang ubod (pickles de palmitos) - preparados con corazones de palma, denominado ubod en tagalog.[5]